# Formuła Alfa
Formuła Alfa – cykl wyścigów samochodowych rozgrywanych w Gruzji od 2012 roku.

## Charakterystyka
Formuła Alfa to monomarkowa formuła z samochodami produkcji AKKS, napędzanymi dwulitrowymi silnikami Alfa Romeo Twin Spark o mocy 160 KM, sprzężonymi z pięciobiegową skrzynią Hewland. Pierwszy sezon Formuły Alfa został rozegrany w 2012 roku, a inauguracyjny wyścig odbył się na Rustavi International Motorpark. Wówczas stawka liczyła około dziesięć samochodów. W 2014 roku liczba uczestników wzrosła do dwudziestu.

## Mistrzowie
| Sezon | Mistrz kierowców     | Mistrz zespołów |
| ----- | -------------------- | --------------- |
| 2012  | Nika Adeiszwili      | Gulf Racing     |
| 2013  | Lasza Nadiraszwili   | MIA Force       |
| 2014  | Mewlud Meladze       | Lion Trans      |
| 2015  | Mewlud Meladze       | Lion Trans      |
| 2016  | Sandro Tawartkiladze | Wissol Team     |
| 2017  | Sandro Tawartkiladze |                 |
| 2018  | Sandro Tawartkiladze | MIA Force       |